# Sophie Belgodère
Sophie Belgodère, née Paralitici, est une escrimeuse handisport française née le 16 janvier 1956.

## Carrière
Aux Jeux paralympiques d'été de 1996 à Atlanta, elle remporte deux médailles d'or (en épée par équipes et en fleuret par équipes), une médaille d'argent en fleuret individuel catégorie A (tireurs avec équilibre du tronc) et une médaille de bronze en épée individuelle catégorie A. Elle est médaillée de bronze en épée individuelle et en fleuret individuel (catégorie A) aux Mondiaux de 1998 à Euskirchen. Elle est médaillée d'argent en fleuret par équipes et médaillée de bronze en épée par équipes aux Jeux paralympiques d'été de 2000 à Sydney.

## Distinctions
- Chevalière de la Légion d'honneur (1996)[2]
- Officière de l'ordre national du Mérite (2000)[3]